# Hakenlilien
Die Hakenlilien (Crinum) sind eine Pflanzengattung innerhalb der Familie der Amaryllisgewächse (Amaryllidaceae). Die etwa 65 (bis 130) Arten sind in den Küstengebieten der Tropen und Subtropen fast weltweit verbreitet.

## Beschreibung und Ökologie

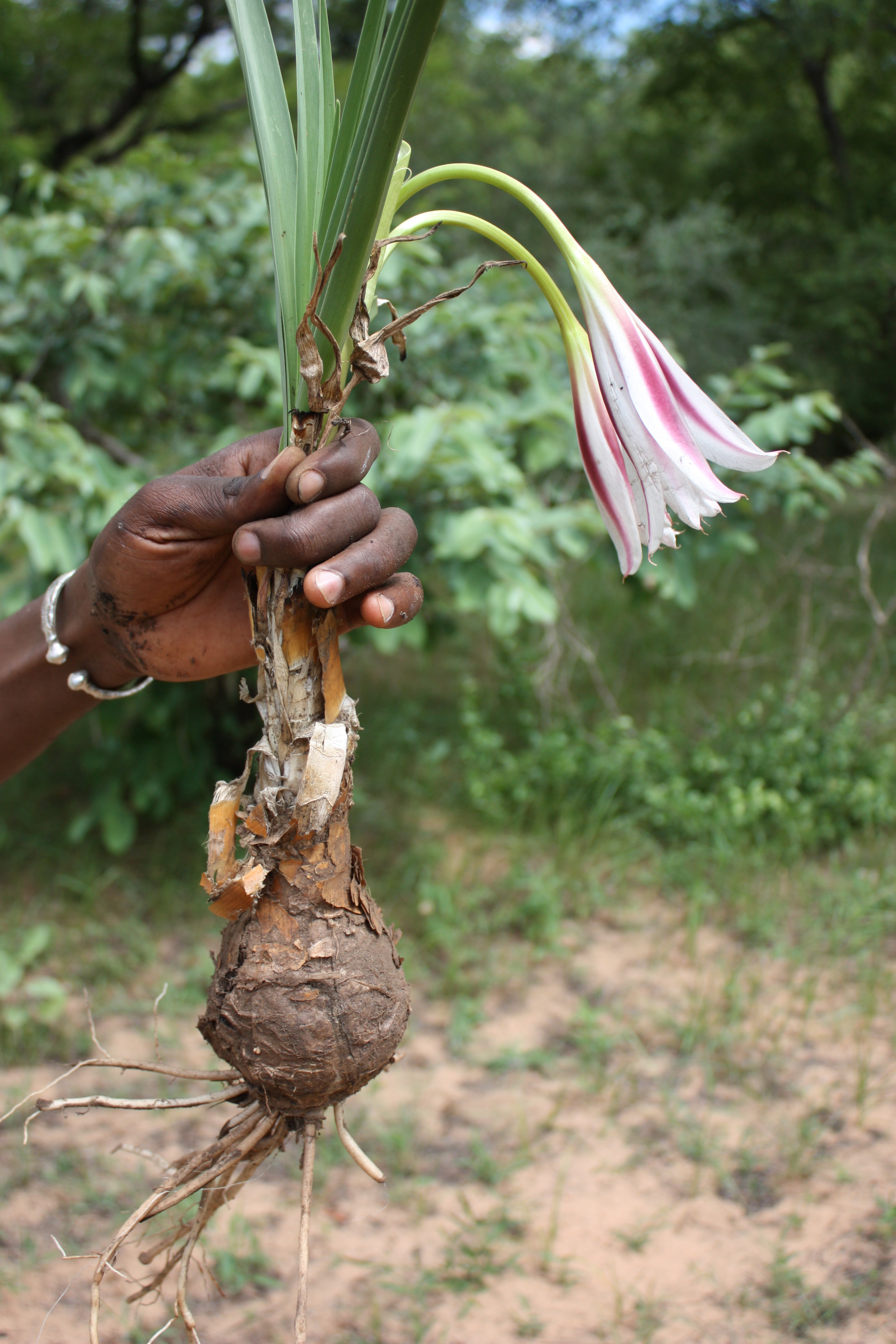
Zwiebel, Wurzeln, Laubblätter und Blütenstand von Crinum ornatum

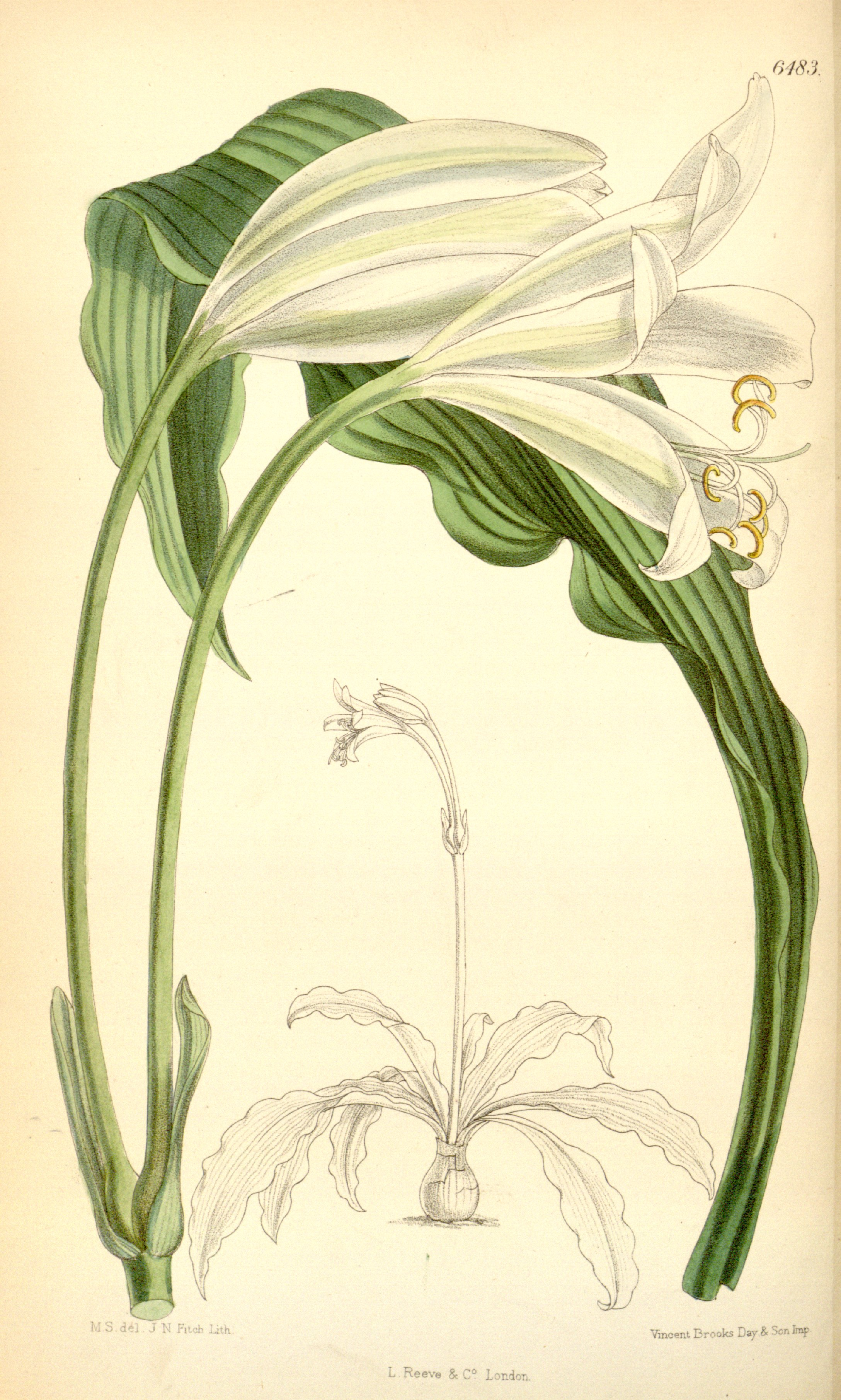
Illustration von Crinum jagus

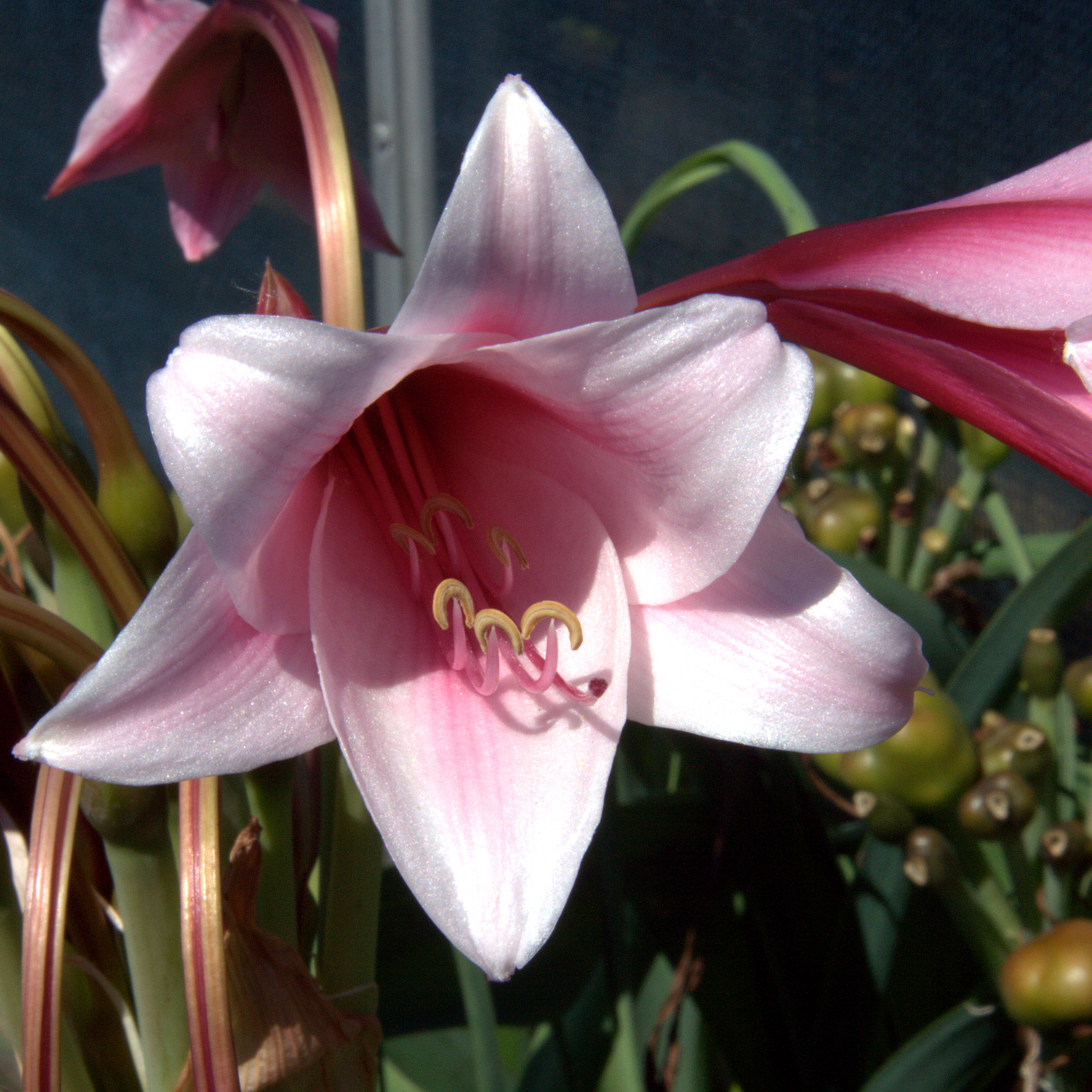
Blüte der Rosa Hakenlilie (Crinum bulbispermum) mit gebogenen Staubblättern und Griffel

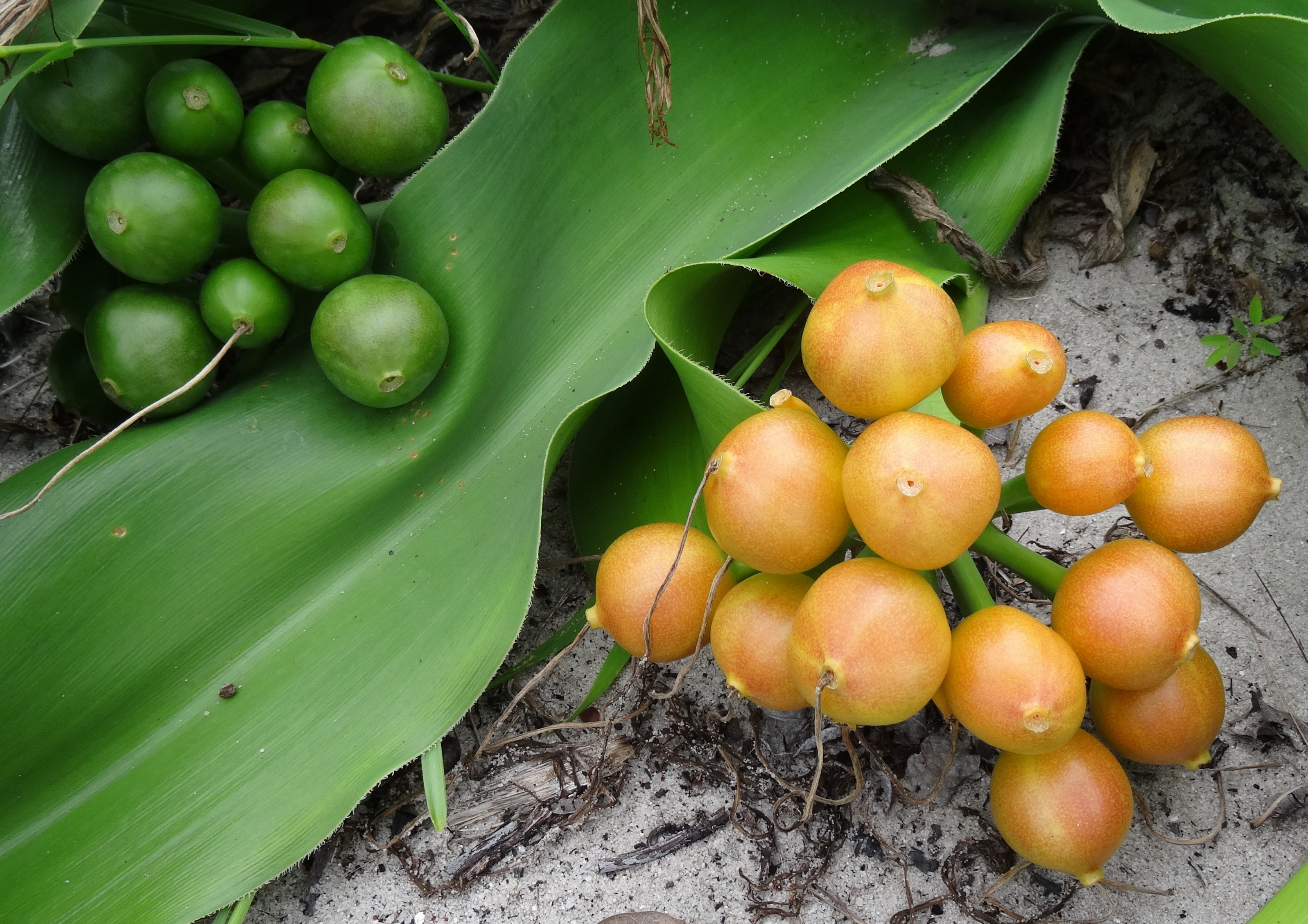
Früchte von Crinum stuhlmannii

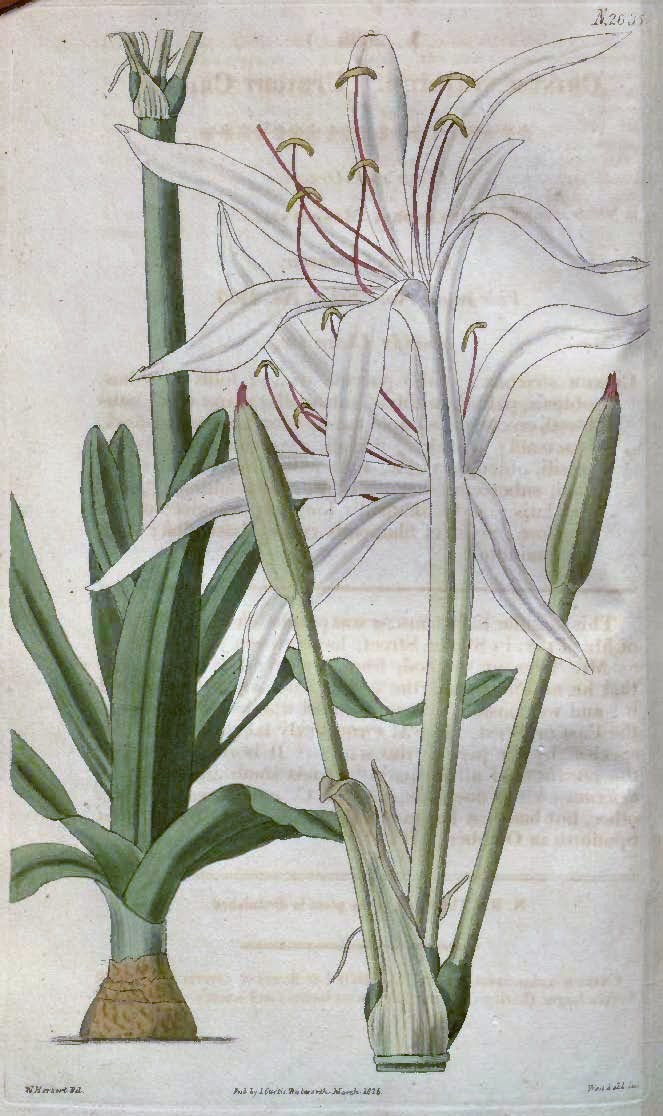
Tafel 2635: Illustration von Crinum americanum

### Erscheinungsbild und Blätter
Die Crinum-Arten sind ausdauernde krautige Pflanzen, die Wuchshöhen von etwa 80 Zentimeter erreichen. Sie bilden Zwiebeln als Überdauerungsorgane.
Die meisten Arten ziehen als Geophyten in der Trockenperiode ihre Laubblätter ein. Die meist nur in einer grundständigen Rosette angeordneten, selten auch zweireihig am Stängel verteilten, ungestielten, meist (bis drei Meter) langen Laubblätter sind linealisch bis schwertförmig und parallelnervig. Der Blattrand ist glatt.

### Blütenstände und Blüten
Auf einem kräftigen, langen Blütenstandsschaft steht ein meist vielblütiger, doldiger Blütenstand; selten stehen die Blüten einzeln. Im knospigen Zustand umhüllen zwei breite Tragblätter den Blütenstand. Oft stehen unter den Blütenstielen lineal oder fadenförmige Deckblätter, die häutig sind oder manchmal farbig sind. Die Blütenstiele sind mehr oder weniger lang.
Die lilienförmigen, großen Blüten sind zwittrig und dreizählig. Die Blüten können radiärsymmetrisch (dann gehören sie zur Untergattung Crinum) oder leicht zygomorph sein (dann gehören sie zur Untergattung Codonocrinum). Die sechs gleichgeformten Blütenhüllblätter sind bei vielen Arten weiß, rosa- bis violettfarben ist auch häufig, manchmal sind sie zweifarbig. Die sechs Staubblätter sind je nach Art unterschiedlich gebogen. Drei Fruchtblätter sind zu einem dreikammerigen, unterständigen Fruchtknoten verwachsen. Jede Fruchtknotenkammer enthält zwei oder mehrere anatrope Samenanlagen. Der lange, manchmal gebogene Griffel endet mit einer kleinen, kopfigen oder schwach dreilappigen Narbe. Die Nektarsekretion erfolgt am Gynoeceum. Bei einigen Arten werden die duftenden Blüten von langrüsseligen Nachtfaltern bestäubt.

### Früchte und Samen
Es werden fast kugelige bis verkehrt-eiförmige Kapselfrüchte gebildet. Die großen Samen enthalten viel ölhaltiges Endosperm und können geflügelt oder ungeflügelt sein.

## Inhaltsstoffe
Folgende giftige Inhaltsstoffe sind enthalten: Alkaloide: beispielsweise Isochinoline und Lycorin.

## Systematik

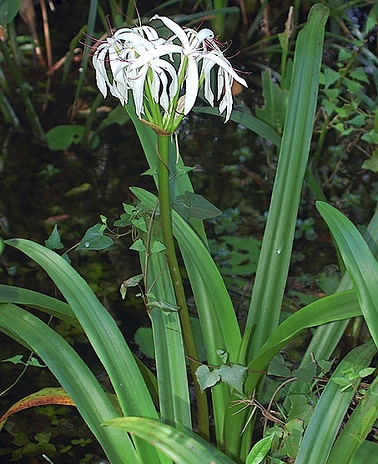
Crinum americanum

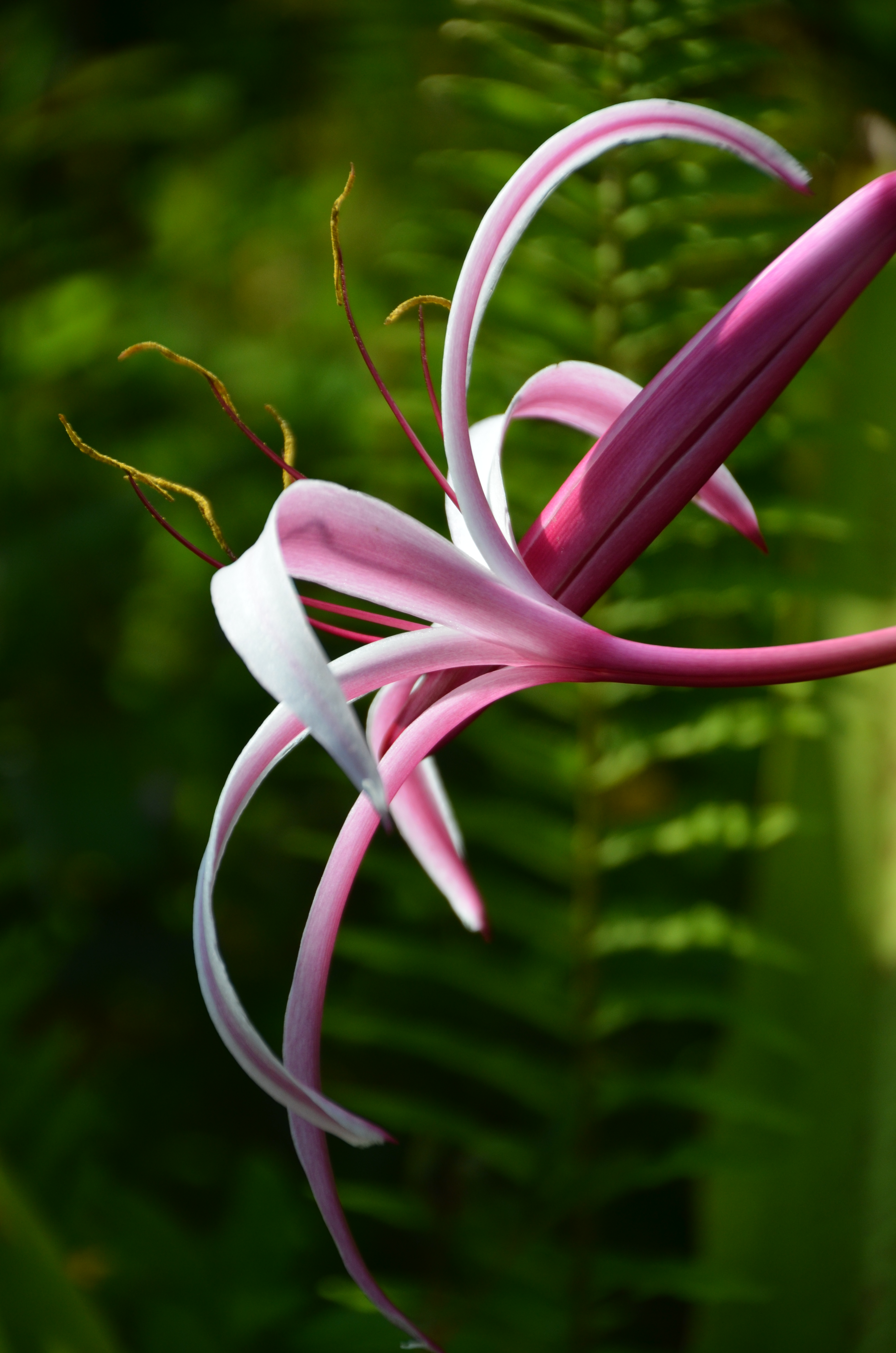
Blüte von Crinum ×amabile, manchmal „Queen Emma Lily“ genannt in Hawaiʻi

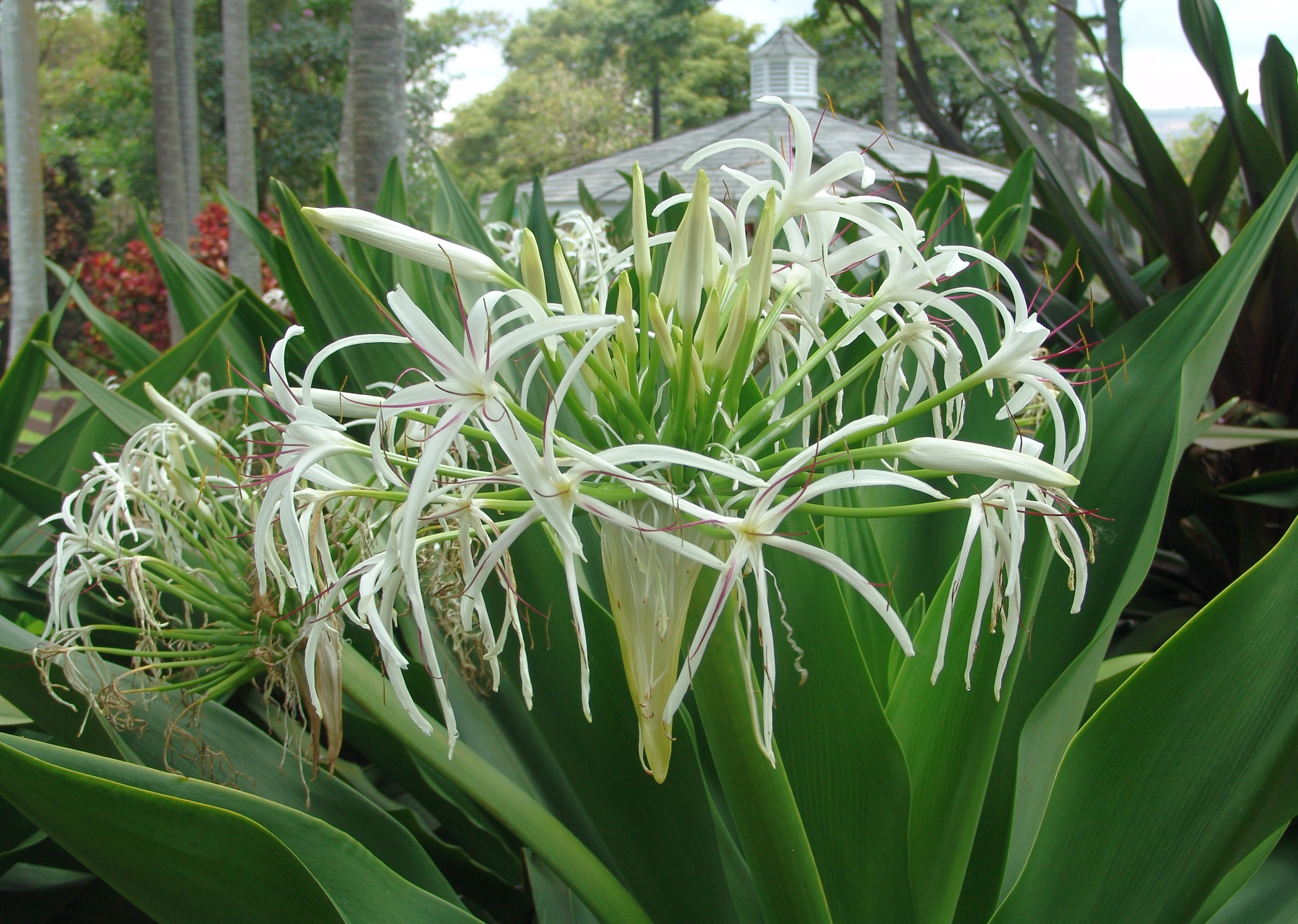
Asiatische Hakenlilie (Crinum asiaticum)

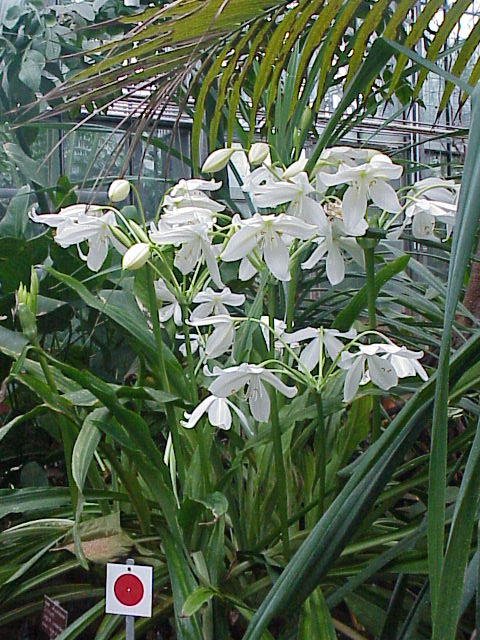
Untergattung Codonocrinum: Crinum jagus

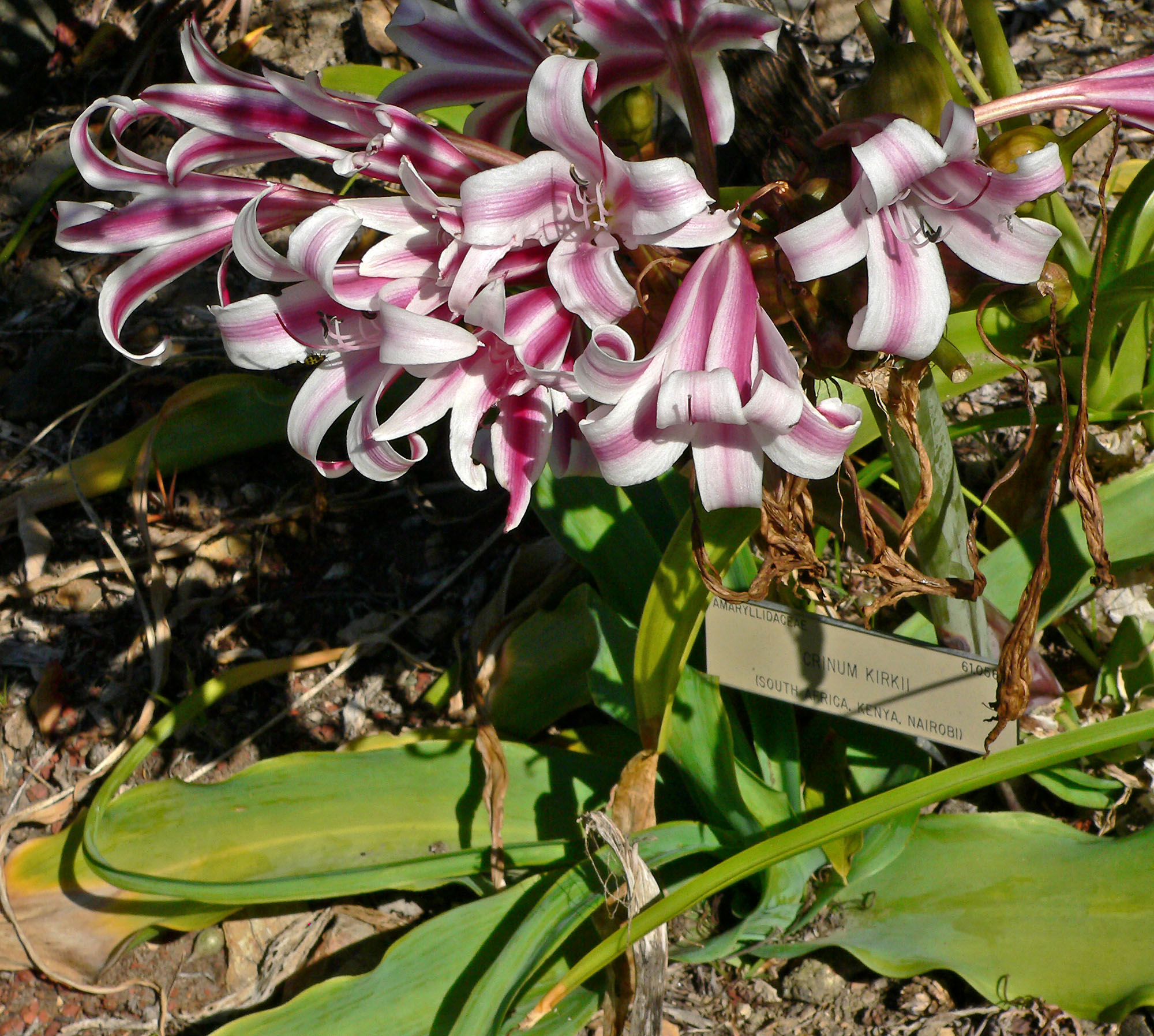
Crinum kirkii

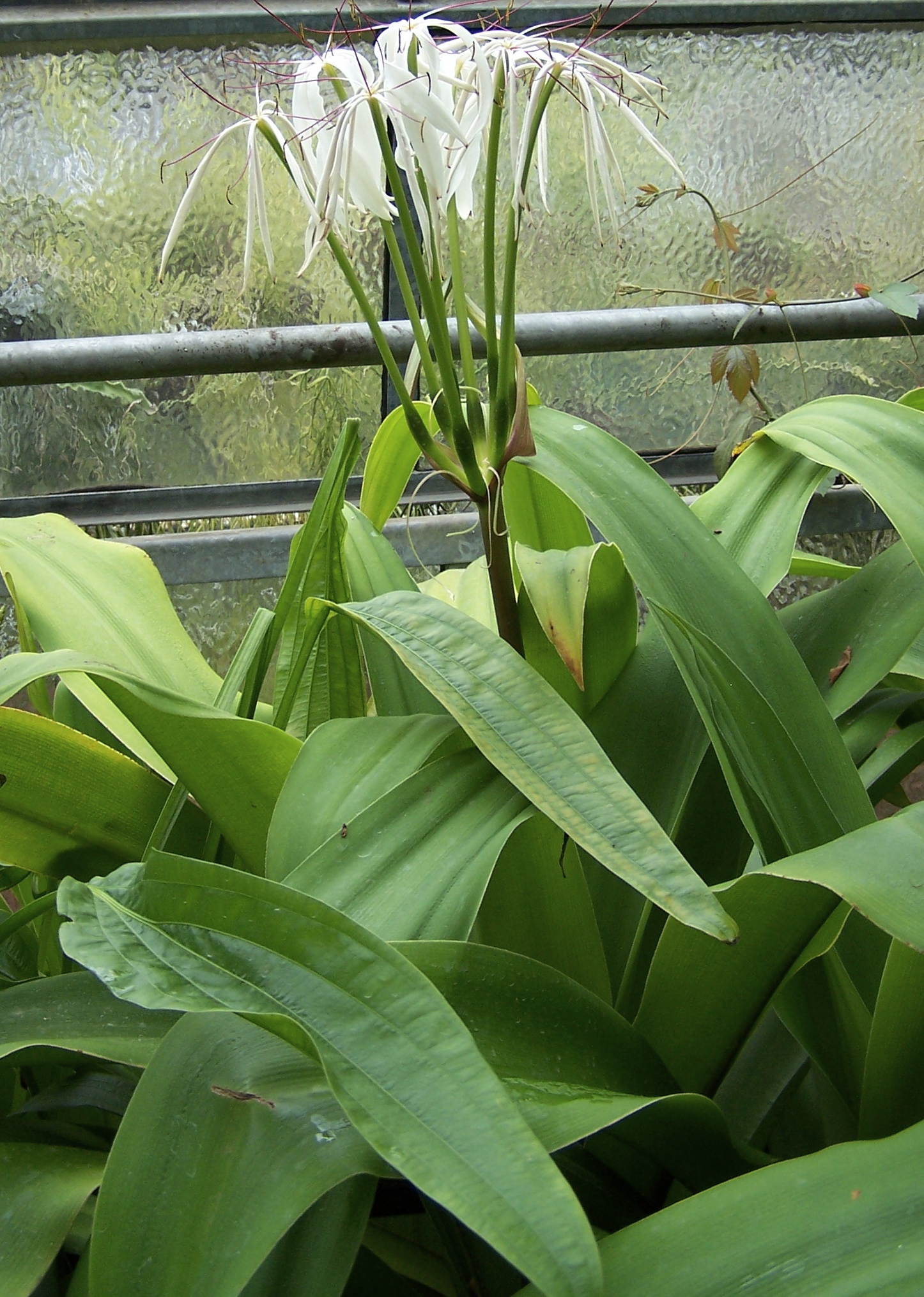
Crinum kunthianum

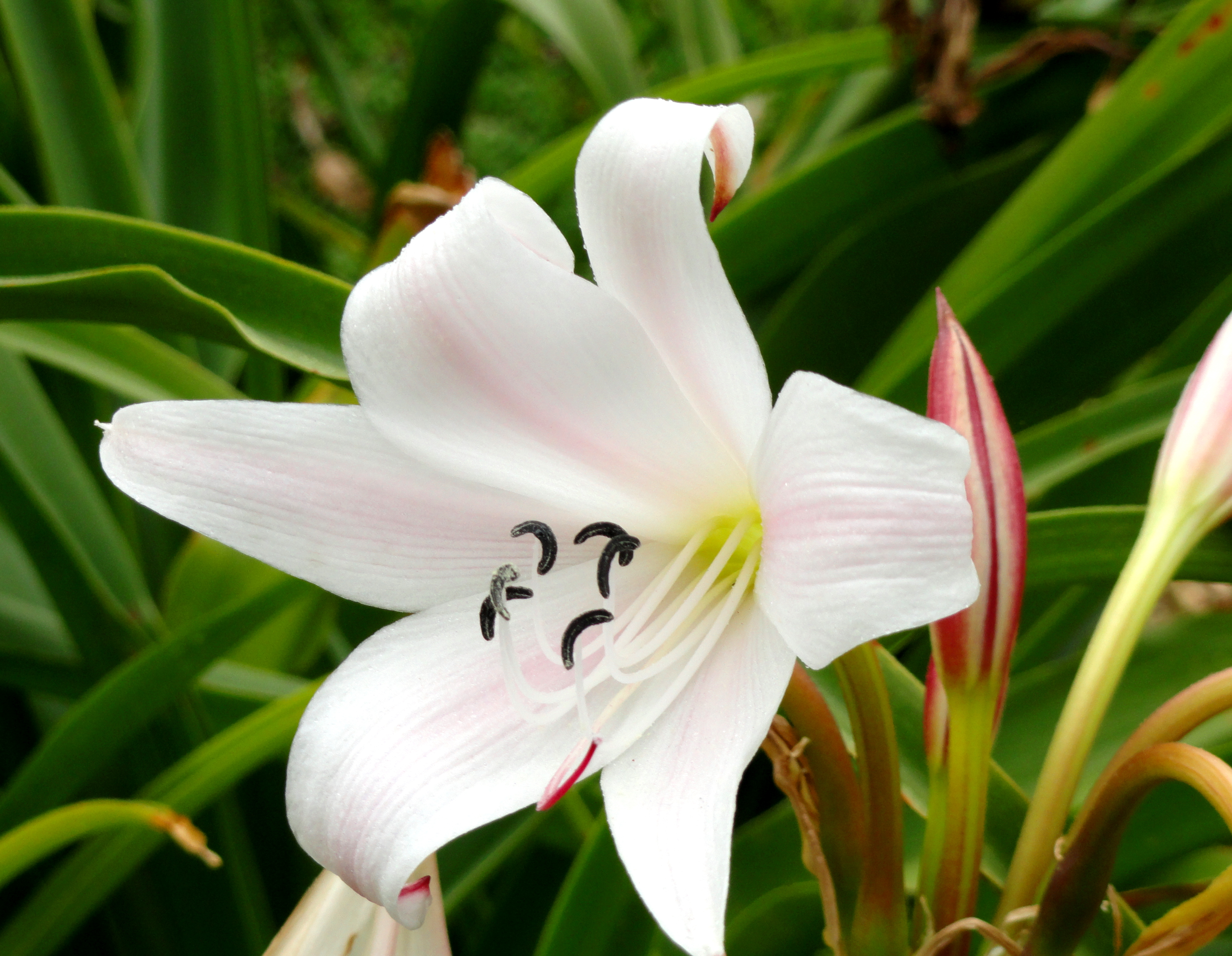
Blüte von Crinum macowanii mit gebogenen Staubblättern und Griffel

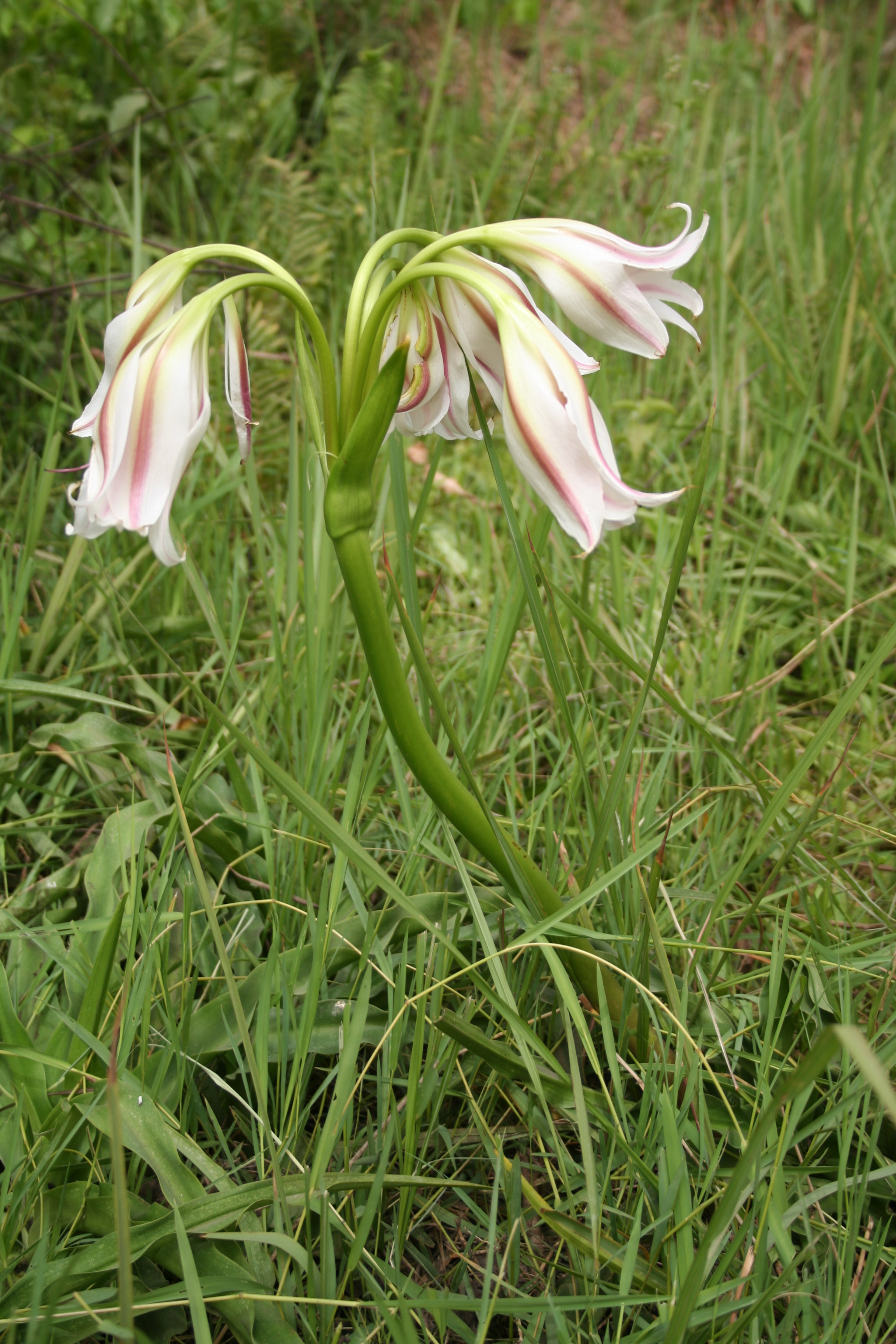
Blütenstand von Crinum ornatum

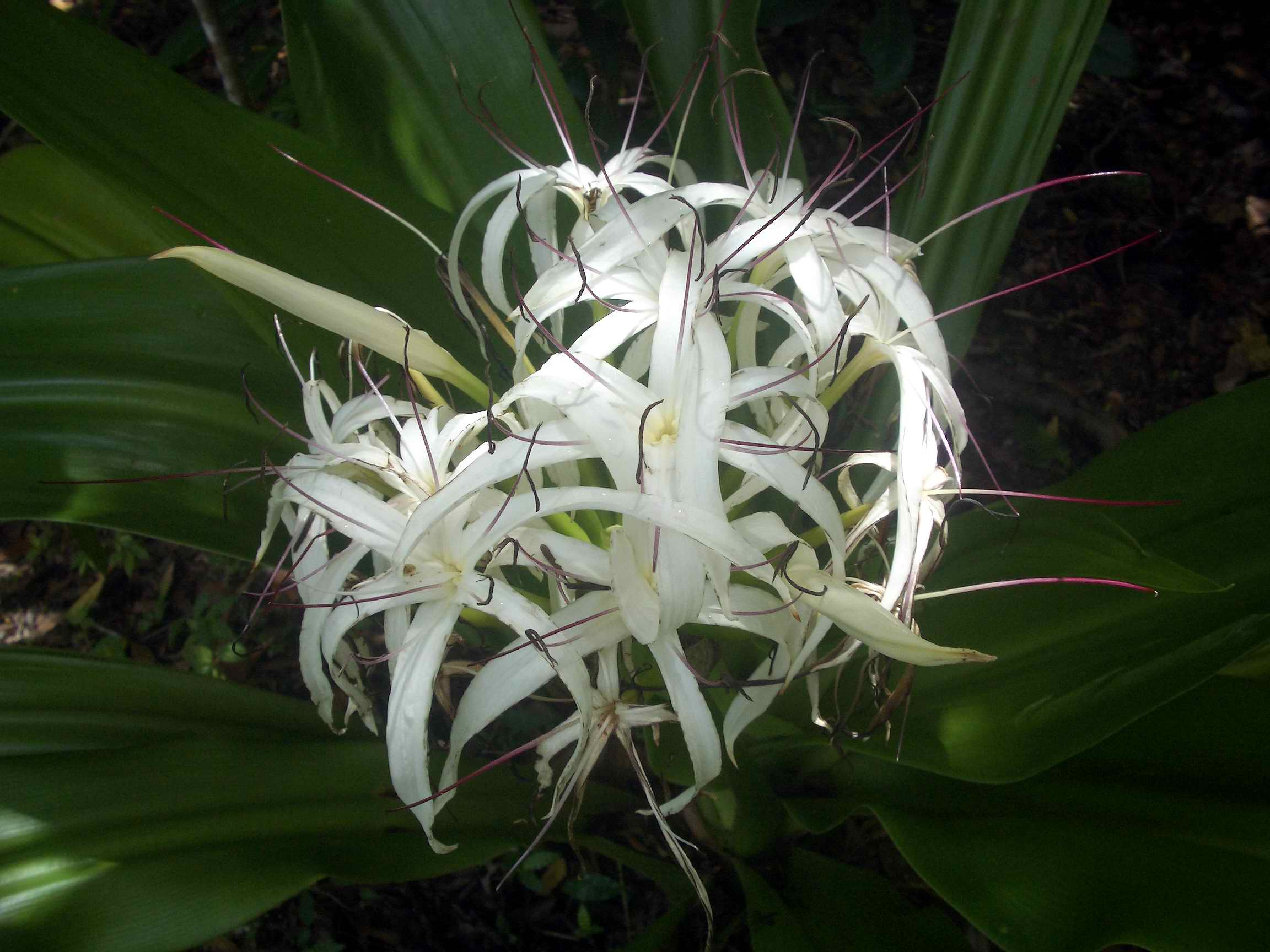
Crinum pedunculatum

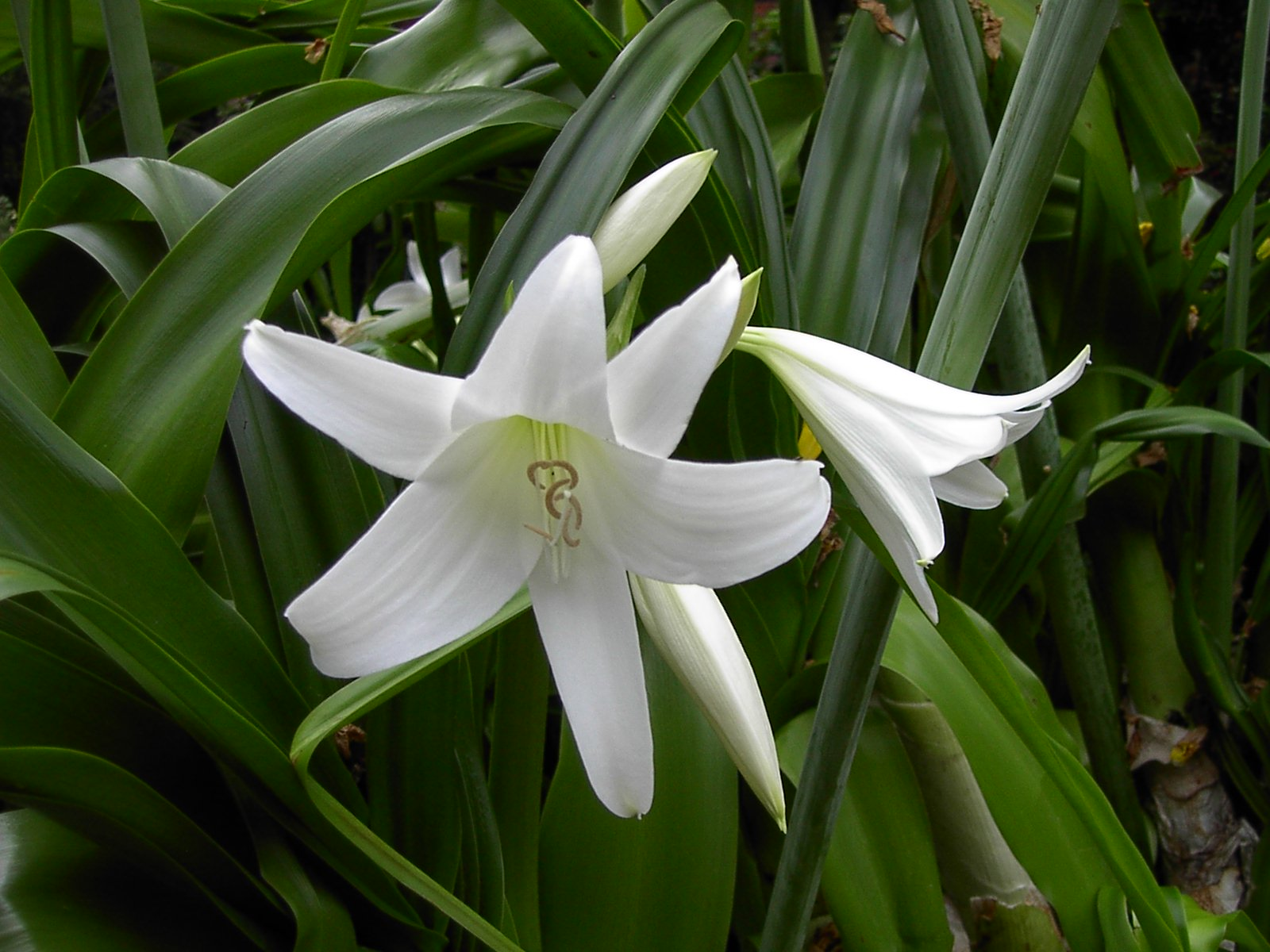
Crinum ×powellii

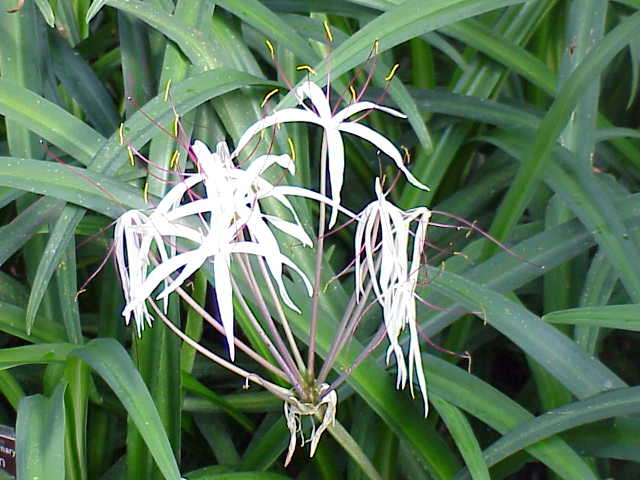
Crinum purpurascens (Rötliche Hakenlilie)

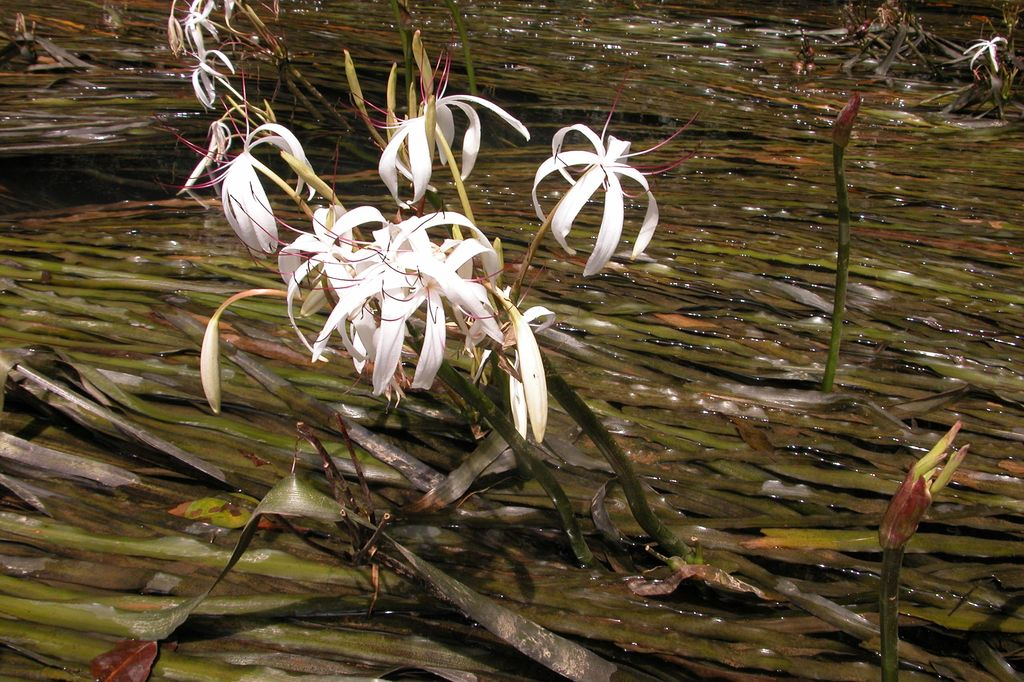
Blütenstände der Thailand-Wasserlilie (Crinum thaianum) im Habitat

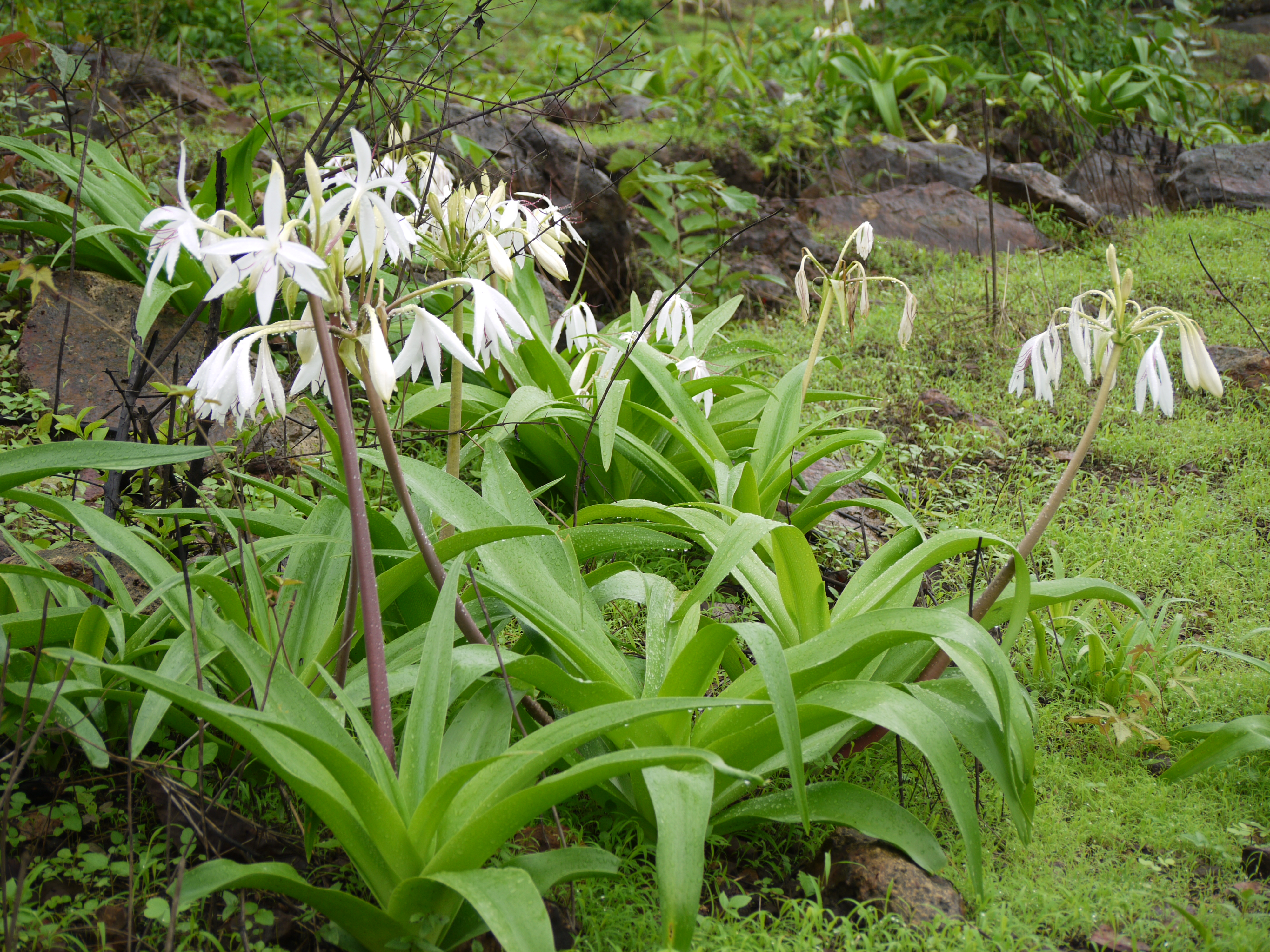
Habitus, Laubblätter und Blütenstände von Crinum woodrowii

Die Gattung Crinum wurde 1753 durch Carl von Linné in Species Plantarum, 1, S. 291 aufgestellt. Als Lektotypusart wurde 1923 Crinum americanum L. durch Nathaniel Lord Britton und Percy Wilson in Scientific survey of Porto Rico and the Virgin Islands, Band 5. S. 160 festgelegt. Der botanische Gattungsname Crinum leitet sich vom griechischen Wort krinon für Lilie ab. Synonyme für Crinum L. sind Tanghekolli Adans., Bulbine Gaertn. nom. illeg., Scadianus Raf., Crinopsis Herb., Liriamus Raf., Erigone Salisb., Taenais Salisb.
Die Gattung Crinum (von griechisch krinon = Lilie) gehört zur Subtribus Crininae aus der Tribus Amaryllideae in der Unterfamilie Amaryllidoideae innerhalb der Familie der Amaryllidaceae. Früher wurde sie auch in die Familie der Liliaceae eingeordnet.
Man gliedert die Gattung Crinum in drei Untergattungen:
- Untergattung Stenaster Baker
- Untergattung Crinum
- Untergattung Codonocrinum Baker mit den Arten Crinum abyssinicum, Crinum bulbispermum, Crinum fimbriatulum, Crinum graminicola, Crinum jagus, Crinum latifolium, Crinum macowanii, Crinum moorei, Crinum scabrum, Crinum zeylanicum.

Die Gattung der Hakenlilien (Crinum) umfasst etwa 65 (bis 130) Arten in den Tropen und Subtropen fast weltweit:
- Crinum abyssinicum Hochst. ex A.Rich. (Syn.: Crinum schimperi Vatke ex K.Schum.): Sie ist im nordöstlichen tropischen Afrika in Eritrea, Äthiopien, Somalia sowie Sudan verbreitet.[3]
- Crinum acaule Baker: Sie kommt vom östlichen Maputaland sowie KwaZulu-Natal nördlich des Umfolozi River bis ins südliche Mosambik vor. Sie gedeiht im Küstengürtel des Indischen Ozeans und in der Savanne auf  ariden, sandigen Ebenen. Mindestens in Südafrika gingen Fundorte durch Cashewnuss-Plantagen und Forste verloren. Die südafrikanischen Bestände nehmen fortlaufend ab. Sie wurde in der Roten Liste der gefährdeten Pflanzenarten Südafrikas als „Near Threatened“ = „gering gefährdet“ bewertet.[5][3]
- Crinum album (Forssk.) Herb. (Syn.: Crinum yemense Deflers): Sie kommt nur auf der südwestlichen Arabischen Halbinsel vor.[3]
- Crinum ×amabile Donn ex Ker Gawl. (Syn.: Crinum ×augustum Roxb., Crinum ×amabile var. augustum (Roxb.) Ker Gawl., Crinum × superbum Roxb.): Diese Natur-Hybride aus Crinum asiaticum × Crinum zeylanicum kommt u. a. in Indien vor.[3] In Hawaiʻi wird sie auch „Queen Emma Lily“ (nach Emma Naʻea Rooke) genannt.[6]
- Crinum amazonicum Ravenna: Sie ist im nördlichen Brasilien verbreitet.[3]
- Crinum americanum L. (Syn.: Crinum commelyni Redouté sensu auct., Crinum longiflorum Herb., Crinum strictum Herb. nom. illeg., Crinum herbertianum Schult. & Schult f., Crinum ceruleum Raf., Crinum conicum M.Roem., Crinum floridanum Griseb., Crinum caribaeum Baker, Crinum roozenianum O’Brien, Crinum americanum subsp. robustum L.S.Hannibal nom. inval., Crinum americanum var. traubii (Moldenke) L.S.Hannibal, Crinum texanum L.S.Hannibal nom. superfl.): Sie ist von den südöstlichen USA bis Mexiko und auf karibischen Inseln verbreitet.[3]
- Crinum amoenum Ker Gawl. ex Roxb. (Syn.: Crinum verecundum Carey ex Herb., Crinum amoenum var. verecundum (Carey ex Herb.) Herb., Crinum himalense Royle): Sie ist vom zentralen Himalaja bis Myanmar verbreitet.[3]
- Crinum amphibium Bjorå & Nordal: Sie kommt in Kamerun vor.[3]
- Crinum arenarium Herb. (Syn.: Crinum australasicum Herb. nom. superfl., Crinum angustifolium R.Br. nom. illeg., Crinum confertum Herb., Crinum blandum (Herb.) M.Roem., Crinum asiaticum var. angustifolium (Herb.) Benth., Crinum brisbanicum F.M.Bailey): Sie ist in den nördlichen australischen Bundesstaaten New South Wales, Queensland sowie Western Australia verbreitet.[3]
- Asiatische Hakenlilie (Crinum asiaticum L.): Sie ist im Raum des Indischen Ozeans, im tropischen bis subtropischen Asiens bis auf Inseln des südwestlichen Pazifik verbreitet.[3]
- Crinum aurantiacum Lehmiller: Sie kommt von Sambia bis ins nördliche Malawi vor.[3]
- Crinum bakeri K.Schum.: Sie kommt auf Inseln im nordwestlichen Pazifik vor.[3]
- Crinum balfourii Baker: Sie kommt nur auf Sokotra vor.[3]
- Crinum bambusetum Nordal & Sebsebe: Sie kommt vom westlichen Äthiopien bis zum Sudan vor. Sie wurde 2002 erstbeschrieben.[3]
- Crinum belleymei Hérincq: Sie kommt in Paraguay vor.[3]
- Crinum biflorum Rottb.: Sie kommt vom tropischen Westafrika bis zum südlichen Sudan vor.[3]
- Crinum binghamii Nordal & Kwembeya: Sie wurde 2004 aus dem westlichen Sambia erstbeschrieben.[3]
- Crinum brachynema Herb. (Syn.: Crinum eleonorae Blatt. & McCann): Sie kommt im westlichen Indien vor.[3]
- Crinum braunii Harms: Sie kommt in Madagaskar vor.[3]
- Crinum brevilobatum McCue: Sie kommt in Costa Rica vor.[3]
- Rosa Hakenlilie[7] (Crinum bulbispermum (Burm. f.) Milne-Redh. & Schweick.): In Südafrika nehmen die Bestände ab.[5] Sie kommt im südlichen Afrika vor.[3]
- Crinum buphanoides Welw. ex Baker: Sie wird in der Roten Liste der gefährdeten Arten Südafrikas als „least concern“ = „nicht gefährdet“ eingestuft.[5] Sie kommt im südlichen Afrika und im südlichen tropischen Afrika vor.[3]
- Schmalblättrige Hakenlilie oder Dauerwellen-Hakenlilie[7] (Crinum calamistratum Bogner & Heine)[3] Sie kommt in West-Kamerun vor.[3][8]
- Wasser-Hakenlilie[7] (Crinum campanulatum Herb.): Sie kommt nur im ehemaligen Albany-Distrikt zwischen Alexandria, Makhanda, Bathurst und East London im Ostkap vor. Es sind nur zwölf voneinander isolierte Fundorte bekannt. Die Bestände nehmen ab. Sie wurde 2005 in der Roten Liste der gefährdeten Pflanzenarten Südafrikas als „Near Threatened“ = „gering gefährdet“ bewertet.[5]
- Crinum carolo-schmidtii Dinter: Sie kommt vom nördlichen Botswana bis zum Caprivizipfel in Namibia vor.[3]
- Crinum crassicaule Baker: Sie wird in der Roten Liste der gefährdeten Arten Südafrikas als „least concern“ = „nicht gefährdet“ eingestuft.[5] Sie kommt im südlichen Afrika und im südlichen tropischen Afrika vor.[3]
- Crinum darienense Woodson: Sie kommt in Panama vor.[3]
- Crinum erubescens L. f. ex Aiton: Sie kommt von Mexiko bis Paraguay vor.[3]
- Crinum erythrophyllum Carey ex Herb.: Sie kommt in Myanmar vor.[3]
- Crinum filifolium H.Perrier: Sie kommt im westlichen Madagaskar vor.[3]
- Crinum fimbriatulum Baker: Sie kommt in Angola vor.[3]
- Crinum firmifolium Baker: Sie kommt in Madagaskar vor.[3]
- Crinum flaccidum Herb.: Sie kommt im westlichen, im zentralen und im östlichen Australien vor.[3]
- Crinum forgetii C.H.Wright: Sie kommt in Peru vor.[3]
- Crinum giessii Lehmiller: Sie kommt in Namibia vor.[3]
- Crinum glaucum A.Chev.: Sie kommt vom tropischen Westafrika bis Uganda vor.[3]
- Crinum gracile G.Mey. ex C.Presl: Sie kommt von Malesien bis Neuguinea vor.[3]
- Crinum graciliflorum Kunth & C.D.Bouché: Sie kommt von Kolumbien bis ins nördliche Venezuela vor.[3]
- Crinum graminicola I.Verd.: Sie kommt von Namibia und in den südafrikanischen Provinzen Gauteng, KwaZulu-Natal, Limpopo, Mpumalanga sowie North West vor. Sie wird in der Roten Liste der gefährdeten Arten Südafrikas als „least concern“ = „nicht gefährdet“ eingestuft.[5]
- Crinum hanitrae Lehmiller & Sisk: Sie kommt in Madagaskar vor.[3]
- Crinum hardyi Lehmiller: Sie kommt in Madagaskar vor.[3]
- Crinum harmsii Baker: Sie kommt vom nordwestlichen Sambia bis Namibia vor.[3]
- Crinum hildebrandtii Vatke: Sie kommt auf den Komoren vor.[3]
- Crinum humile Herb.: Sie kommt in Indien vor.[3]
- Crinum jagus (J.Thomps.) Dandy: Sie kommt im tropischen Afrika vor.[3]
- Crinum jasonii Bjorå & Nordal: Sie wurde 2007 aus dem südöstlichen Sambia erstbeschrieben.[3]
- Crinum joesmithii M.D.Barrett & R.L.Barrett: Sie wurde 2015 aus Western Australia erstbeschrieben.[3]
- Crinum kakaduensis Lehmiller & Lykos: Sie wurde 2013 erstbeschrieben und wurde bisher nur im australischen Bundesstaat Northern Territory beim Kakadu Highway gefunden.[3]
- Crinum kirkii Baker: Sie kommt in Kenia, Tansania und Mosambik vor.[3]
- Crinum kunthianum M.Roem.: Sie kommt in Nicaragua, Kolumbien und Ecuador vor.[3]
- Crinum lakefieldensis Lehmiller, Lykos & R.Ham.: Sie kommt nur im australischen Bundesstaat Queensland vor.[3]
- Crinum latifolium L.: Sie kommt von Indien bis ins südliche China vor (nach der Flora of China 2000 kommt sie in China nicht vor).[3]
- Crinum lavrani Lehmiller: Sie wurde 2009 aus Madagaskar erstbeschrieben.[3]
- Crinum lineare L. f.: Sie kommt nur in der südafrikanischen Provinz Ostkap zwischen Port Elizabeth und Peddie vor. Sie wird 2008 in der Roten Liste der gefährdeten Pflanzenarten Südafrikas als „vulnerable“ = „gefährdet“ eingestuft.[5]
- Crinum longitubum Pax: Sie kommt in Angola vor.[3]
- Crinum lorifolium Roxb.: Sie kommt in Indien, Bangladesch und Myanmar vor.[3]
- Crinum lugardiae N.E.Br.: Sie wird in der Roten Liste der gefährdeten Arten Südafrikas als „least concern“ = „nicht gefährdet“ eingestuft.[5][3]
- Crinum macowanii Baker: In Südafrika nehmen die Bestände ab.[5] Sie kommt von Eritrea bis ins südliche Afrika und auf den Seychellen vor.[3]
- Crinum majakallense Baker: Sie kommt in Angola vor.[3]
- Crinum malabaricum Lekhak & S.R.Yadav: Sie kommt im indischen Bundesstaat Kerala vor. Sie wurde 2012 erstbeschrieben.[3]
- Crinum mauritianum Lodd.: Sie kam früher auf Mauritius vor.[3]
- Crinum mccoyi Lehmiller: Sie kommt auf Madagaskar vor.[3]
- Crinum minimum Milne-Redh.: Sie wird in der Roten Liste der gefährdeten Arten Südafrikas als „least concern“ = „nicht gefährdet“ eingestuft.[5] Sie kommt von Tansania bis ins südliche tropische Afrika vor.[3]
- Crinum modestum Baker: Sie kommt im nordwestlichen Madagaskar vor.[3]
- Busch-Hakenlilie[7] (Crinum moorei Hook. f.): Sie kommt vom Ostkap bis KwaZulu-Natal vor. Sie wird 2008 in der Roten Liste der gefährdeten Pflanzenarten Südafrikas als „vulnerable“ = „gefährdet“ eingestuft.[5]
- Crinum muelleri Lehmiller & Lykos: Sie wurde 2013 aus dem australischen Bundesstaat Northern Territory erstbeschrieben.[3]
- Breitblättrige Hakenlilie[7] (Crinum natans Baker): Sie kommt im westlichen und im westlich-zentralen tropischen Afrika vor.[3]
- Crinum neroanum Lehmiller, Sisk & J.Zimmerman: Sie wurde 2013 aus Madagaskar erstbeschrieben.[3]
- Crinum nordaliae Mabb.: Sie kommt in Angola vor.[3]
- Crinum nubicum Hannibal: Sie kommt vom tropischen Westafrika bis zum Tschad vor.[3]
- Crinum oliganthum Urb.: Dieser Endemit kommt nur im zentralen Kuba vor.[3]
- Crinum ornatum (Aiton) Herb.: Sie kommt vom tropischen Afrika bis Namibia vor.[3]
- Crinum paludosum Verd.: Sie kommt vom südlichen Afrika bis zum südlichen tropischen Afrika vor.[3]
- Crinum palustre Urb.: Dieser Endemit kommt nur kommt in Haiti vor.[3]
- Crinum papillosum Nordal: Sie wird in der Roten Liste der gefährdeten Arten Südafrikas als „least concern“ = „nicht gefährdet“ eingestuft.[5] Sie kommt vom südwestlichen Tansania bis zum nördlichen Sambia vor.[3]
- Crinum parvibulbosum Dinter ex Overkott: Sie kommt in Namibia vor.[3]
- Crinum parvum Baker: Sie kommt in Mosambik vor.[3]
- Crinum piliferum Nordal: Sie kommt im nördlichen Kenia vor.[3]
- Crinum politifolium R.Wahlstr.: Sie kommt in Tansania vor.[3]
- Crinum × powellii Baker = Crinum bulbispermum × Crinum moorei. Sie ist eine künstlich erzeugte Hybride.[3]
- Crinum pronkii Lehmiller: Sie wurde 2009 aus Madagaskar erstbeschrieben.[3]
- Crinum purpurascens Herb.: Sie kommt vom tropischen Westafrika (Gambia) bis zum Sudan und Angola an feuchten Standorten und zeitweilig auch in Flüssen vor.[3]
- Crinum pusillum Herb.: Sie kommt nur auf den Nikobaren vor.[3]
- Crinum rautanenianum Schinz: Sie kommt von Sambia bis ins nördliche Botswana vor.[3]
- Crinum razafindratsiraea Lehmiller: Sie kommt in Madagaskar vor.[3]
- Crinum roperense Lehmiller & Lykos: Sie wurde 2010 aus dem australischen Bundesstaat Northern Territory erstbeschrieben.[3]
- Crinum rubromarginatum Lehmiller: Sie kommt in Madagaskar vor.[3]
- Crinum salsum Ravenna: Sie kommt im brasilianischen Bundesstaat Rio de Janeiro vor.[3]
- Crinum scillifolium A.Chev.: Sie kommt im tropischen Westafrika vor.[3]
- Crinum serrulatum Baker: Sie kommt in Kambodscha vor.[3]
- Crinum solapurense S.P.Gaikwad, Garad & Gore: Sie wurde 2014 aus dem indischen Bundesstaat Maharashtra erstbeschrieben.[3]
- Crinum stapfianum Kraenzl.: Sie kommt im westlichen und zentralen Brasilien vor.[3]
- Crinum stenophyllum Baker: Sie kommt in Bangladesch und Myanmar vor.[3]
- Crinum stracheyi Baker: Sie kommt im indischen Bundesstaat Uttarakhand vor.[3]
- Crinum stuhlmannii Baker: Sie kommt in zwei Unterarten von Somalia bis ins südliche Afrika vor.[3] In Südafrika nehmen die Bestände ab.[5]
- Crinum subcernuum Baker: Sie kommt vom südöstlichen Tansania bis ins nördliche Botswana vor.[3]
- Crinum surinamense Ravenna: Sie kommt in Surinam vor.[3]
- Thailand-Hakenlilie oder Thailand-Wasserlilie[7] (Crinum thaianum J.Schulze): Sie kommt in Südthailand (westliche Küstenregion) vor.[3][9][10]
- Crinum trifidum Nordal: Sie kommt in Angola vor.[3]
- Crinum ugentii (Ochoa) Molinari: Die in Peru vorkommende Art wurde 2015 erstbeschrieben.[3]
- Crinum undulatum Hook.: Sie kommt in Brasilien und im nördlichen Peru vor.[3]
- Crinum uniflorum F.Muell.: Sie kommt im nördlichen Australien vor.[3]
- Crinum variabile (Jacq.) Herb.: Sie kommt nur in der südafrikanischen Provinz Nordkap vor. Die Bestände gelten als stabil. Sie wird 2004 in der Roten Liste der gefährdeten Arten Südafrikas als „least concern“ = „nicht gefährdet“ eingestuft.[5]
- Crinum venosum R.Br.: Sie kommt im nördlichen Australien von nördlichen Queensland bis zum nördlichen Northern Territory vor.[3]
- Crinum verdoorniae Lehmiller: Sie kommt vom südlichen tropischen Afrika bis zum Kaprivizipfel in Namibia vor.[3]
- Crinum virgineum Mart. ex Schult. & Schult. f.: Sie ist im südöstlichen Brasilien verbreitet.[3]
- Crinum viviparum (Lam.) R.Ansari & V.J.Nair: Sie ist vom indischen Subkontinent bis Indochina verbreitet.[3]
- Crinum walteri Overkott: Sie kommt im südlichen Afrika und im südlichen tropischen Afrika vor.[3]
- Crinum wattii Baker: Sie kommt von Assam bis Thailand und Myanmar vor.[3]
- Crinum welwitschii Baker: Sie kommt in Angola vor.[3]
- Crinum wimbushi Worsley: Sie kommt in Malawi vor.[3]
- Crinum woodrowii Baker: Sie kommt im indischen Bundesstaat Maharashtra vor.[3]
- Crinum xerophilum H.Perrier ex Lehmiller: Sie kommt nur im südwestlichen Madagaskar vor.[3]
- Crinum yorkensis Lehmiller, Lykos & R.Ham.: Die 2013 erstbeschriebene Art kommt in Queensland vor.[3]
- Crinum zeylanicum (L.) L.: Sie kommt in Sri Lanka, im südwestlichen Indien und auf den Seychellen vor.[3]

## Nutzung
Als Zierpflanze in Parks sowie Gärten und Zimmerpflanze wird vor allem die in Südafrika beheimatete Kaplilie (Crinum × powellii) kultiviert; dabei handelt es sich um eine Hybride der beiden südafrikanischen Arten Crinum bulbispermum und Crinum moorei. Von vielen Arten werden Sorten als Zierpflanzen in tropischen bis subtropischen Parks und Gärten verwendet. Es gibt auch viele Hybriden.
Einige der auch submers wachsenden Arten wie die Dauerwellen-Hakenlilie (Crinum calamistratum), die Breitblättrige Hakenlilie bzw. Flutende Hakenlilie (Crinum natans) und die Thailand-Hakenlilie (Crinum thaianum) dienen als Aquarienpflanzen.